# Franco Grillini
Franco Grillini (nacido el 14 de marzo de 1955) es un político italiano y un activista homosexual.

## Biografía
Nació en Pianoro, un municipio de la ciudad metropolitana de Bolonia. Psicólogo y periodista, comienza su carrera política en los años 70 junto al Partido de Unidad Proletaria; en 1985 llegó a ser candidato del Partido Comunista Italiano de Boloña. Tras la disolución del Partido Comunista Italiano, Grillini se unió al Partido de Demócratas de Izquierda, que se simplificó a Demócratas de Izquierda. Fue elegido miembro del Parlamento italiano por primera vez en el 2001, y ocupó el cargo de senador de nuevo en 2006. En el 2007 dejó su partido, negándose a formar parte del Partido Democrático para unirse a Izquierda Democrática. 
Ha sido presidente honorario de la organización gay italiana Arcigay desde 1998, presidente desde 1987 y secretario desde 1985. En ese año también ayudó a fundar la asociación.
En 1999 fue nombrado presidente de un departamento del Ministerio Italiano por la Igualdad de Oportunidades, llamado Comisión por los derechos e igualdad de oportunidades de la comunidad homosexual.
El 29 de mayo de 1998 fundó la primera agencia de prensa italiana para noticias LGBT: NOI (cuyas siglas significan, en español, noticias gays de Italia), de la que es además editor. 
En 1997 fundó por iniciativa propia la asociación LIFF (Liga italiana para la igualdad jurídica familiar) que busca la creación de leyes que se reconozcan legalmente a un mismo nivel a las parejas homosexuales y heterosexuales.
Diez años antes, en 1987, inició y fundó la LILA (Liga Italiana contra el sida), y desde 1991 al 2001 fue miembro del Consejo Nacional para la lucha contra el sida del Ministerio de Sanidad. Fue elegido por primera vez miembro del Consejo de la Provincia de Boloña en 1990 y reelegido en el 1995 y 1999.
- Datos: Q726247
- Multimedia: Franco Grillini / Q726247